# Zoom Tour Live
Zoom Tour Live – wideo z koncertu zespołu Electric Light Orchestra.
Po wydaniu w 2001 roku albumu Zoom, Jeff Lynne zapowiedział swoją pierwszą od piętnastu lat trasę koncertową „North American tour”. Promocyjny materiał wydany na VHS i DVD jest zapisem dwóch koncertów nagranych w studiu CBS Television City w Los Angeles. W wyniku słabej sprzedaży biletów, zapowiadana trasa koncertowa nie odbyła się. Dlatego nagranie to stanowi unikatowy zapis możliwości zespołu po tak długiej przerwie. Ze składu, w którym zespół koncertował w latach osiemdziesiątych, zagrali jedynie Jeff Lynne oraz Richard Tandy.

## Skład zespołu
- Jeff Lynne – śpiew, gitara elektryczna, gitara rytmiczna
- Richard Tandy – instrumenty klawiszowe, vocoder
- Marc Mann – gitara elektryczna, gitara rytmiczna, instrumenty klawiszowe
- Matt Bissonette – gitara basowa, chórki
- Gregg Bissonette – perkusja, chórki
- Peggy Baldwin – wiolonczela
- Sarah O’Brien – wiolonczela
- Rosie Vela – śpiew, chórki

## Utwory
1. „Do Ya”
2. „Evil Woman”
3. „Showdown”
4. „Strange Magic”
5. „Livin' Thing”
6. „Alright”
7. „Lonesome Lullaby”
8. „Telephone Line”
9. „Turn to Stone”
10. „Just For Love”
11. „Easy Money”
12. „Mr. Blue Sky”
13. „Ma-Ma-Ma Belle”
14. „One Summer Dream”
15. „Tightrope”
16. „State Of Mind”
17. „Can’t Get It Out of My Head”
18. „Moment In Paradise”
19. „10538 Overture”
20. „Ordinary Dream”
21. „Shine a Little Love”
22. „Don’t Bring Me Down”
23. „Roll Over Beethoven” (Chuck Berry)